# Бартош Мрозек
Бартош Мрозек (пол. Bartosz Mrozek, нар. 23 лютого 2000, Катовиці, Польща) — польський футболіст, воротар познаньського «Леха».

## Ігрова кар'єра

### Клубна
На юнацькому рівні Бартш Мрозек грав за ряд польських клубів нижчих ліг. У 2014 році він приєднався до клубної академії познаньського «Леха». Де він грав за юнацьку та резервну команди клубу.
У 2017 році воротаря запросили на перегляд в англійський «Манчестер Юнайтед». Пізніше лондонський «Крістал Пелес» запропонував Бартошу контракт, але сам воротар відмовився і повернувся до Польщі. Після цього Мрозек грав переважно за другий склад «Леха». При цьому зіграв кілька матчів в основі у Кубку країни.
В кінці сезону Мрозек відправився в оренду у клуб вищого дивізіону «Сталь» (Мелець). По завершенню того сезону Мрозек продовжив дію контракту з «Лехом» до червня 2024 року і знову відбув до «Сталі». Сезон 2023/24 воротар почав у складі «Леха» як дублер Філіпа Беднарека⁣, але згодом став першим голкіпером команди. У листопаді 2023 року стало відомо, що Мрозек підписав з клубом новий контракт до 30 червня 2026 року.

### Збірна
Бартош Мрозек пройшов всі категорії юнацьких збірних Польщі. 
В кінці серпня 2024 року головний тренер національної збірної Польщі Міхал Пробєж викликав Мрозека на вересневі матчі збірної Польщі в турнірі Ліги націй.

## Досягнення
- Чемпіон Польщі (1):

«Лех»: 2024-25